# Лукашовка (Черниговский район)
Лукашо́вка (укр. Лукаші́вка) — село Черниговского района Черниговской области Украины. Население 472 человека. Расположено на берегу реки Вздвижа при впадении притока Лебедь. В селе расположена Вознесенская церковь — православный храм и памятник архитектуры местного значения.
Код КОАТУУ: 7425580502. Почтовый индекс: 15560. Телефонный код: +380 462.

## Власть
До 11 сентября 2016 года Орган местного самоуправления — Анисовский сельский совет. Почтовый адрес: 15560, Черниговская обл., Черниговский р-н, с. Анисов, ул. Герасименко, 20. Анисовскому сельскому совету кроме села Анисов было подчинено село Лукашовка.
11 сентября 2016 года была создана Ивановская сельская община, 12 июня 2020 года в состав которой вошло село, согласно Распоряжению Кабинета Министров Украины № 730 от 12 июня 2020 года.